# 基於國土交通大臣指定高規格幹線道路（一般國道的自動車專用道路）
基於國土交通大臣指定高規格幹線道路（一般國道的自動車專用道路）（日语：／ Kokudo Kōtsū Daijin Shitei ni motozuku Kōkikaku Kansen dōro (Ippan Kokudō no jidōsha sen'yō dōro) */?）是日本高規格幹線道路的一種，通常簡稱為B路線。 
1987年6月26日道路審議會接受答覆後，日本政府在第四次全國總合開發計畫（四全總）確立高規格幹線道路網的組成。高規格幹線道路由已規定的國土開發幹線自動車道等（約7600公里）、本州四國連絡道路（約180公里）、以及連接其他新路線（約6220公里）等組成合計約14000公里的道路。新路線約3,920公里被指定為國土開發幹線自動車道，其餘約2300公里的道路則被指定為國土交通大臣指定高規格幹線道路（一般國道快速道路）。不過，本類道路也有一些例外，有少數路線的部分路段並非一般國道而是都道府縣道被指定為國土交通大臣指定高規格幹線道路（一般國道快速道路）。建設預算以興建一般國道繞道方式編列，但沿線都道府縣（都道府縣之市町村或特別區）需負擔3成的建設費。上述建設方式的缺點是可能會出現收費道路的通行費比高速自動車國道還要貴上3成的特殊情況。

## 列表
| 路線名                 | 起點     | 終點     | 國道路線名                  | 快速道路路線名 |
| ---------------------- | -------- | -------- | --------------------------- | --- |
| 日高自動車道           | 苫小牧市 | 浦河町   | 国道235号                   | 苫東道路、厚真門別道路、門別厚賀道路、厚賀静内道路 |
| 深川留萌自動車道       | 深川市   | 留萌市   | 国道233号                   | 深川沼田道路、沼田幌糠道路、幌糠留萌道路 |
| 旭川紋別自動車道       | 旭川市   | 紋別市   | 国道450号                   | 旭川愛別道路、愛別上川道路、上川上越道路、上越白瀧道路、白瀧丸瀨布道路、丸瀨布遠輕道路 |
| 帶廣廣尾自動車道       | 帶廣市   | 廣尾町   | 国道236号                   | 帶廣川西道路、川西中札内道路、中札内大樹道路、大樹廣尾道路 |
| 函館江差自動車道       | 函館市   | 江差町   | 国道228号                   | 函館茂邊地道路、茂邊地木古内道路 |
| 津輕自動車道           | 青森市   | 鰺澤町   | 国道101号                   | 浪岡五所川原道路、鰺澤道路 |
| 三陸縱貫自動車道       | 仙台市   | 宮古市   | 国道45号                    | 仙鹽道路、仙台松島道路、鳴瀨道路、矢本石卷道路、桃生登米道路、登米志津川道路、志津川本吉道路、本吉氣仙沼道路、唐桑道路、高田道路、大船渡三陸道路、吉濱道路、釜石山田道路、山田道路、宮古道路 |
| 八戶久慈自動車道       | 八戶市   | 久慈市   | 国道45号                    | 八戶南環狀道路、八戶南道路、久慈道路 |
| 首都圈中央聯絡自動車道 | 橫濱市   | 木更津市 | 国道468号                   | 横濱環状南線、横濱湘南道路、新湘南繞道（現道強化活用區間）、相模縱貫道路、首都圏中央聯絡自動車道、千葉東金道路（現道強化活用區間）、東京灣橫斷・木更津東金道路                               |
| 中部縱貫自動車道       | 松本市   | 福井市   | 国道158号                   | 松本波田道路、安房峠道路、高山清見道路、油坂峠道路、大野油坂道路、永平寺大野道路 |
| 能越自動車道           | 砺波市   | 輪島市   | 国道470号                   | 高岡礪波道路、冰見高岡道路、七尾冰見道路、田鶴濱七尾道路、田鶴濱道路、能登收費道路、穴水道路、輪島道路                                                                                       |
| 伊豆縱貫自動車道       | 沼津市   | 下田市   | 国道1号 国道136号 国道414号 | 東駿河灣環狀道路、修善寺道路、天城北道路、河津下田道路 |
| 三遠南信自動車道       | 飯田市   | 濱松市   | 国道474号                   | 飯喬道路、小川路峠道路、青崩嶺道路、佐久間道路、三遠道路 |
| 東海環狀自動車道       | 四日市市 | 豐田市   | 国道475号                   | 東海環狀自動車道 |
| 京奈和自動車道         | 京都市   | 和歌山市 | 国道24号                    | 京奈北道路、京奈道路、大和北道路、大和御所道路、五條道路、橋本道路、紀北東道路、紀北西道路                                                                                                   |
| 西神自動車道           | 神戶市   | 三木市   | 国道28号                    | 西神道路、山陽自動車道 |
| 京都縱貫自動車道       | 京都市   | 宮津市   | 国道478号                   | 京都第二外環狀道路、京都丹波道路、丹波綾部道路、綾部宮津道路 |
| 北近畿豐岡自動車道     | 丹波市   | 豐岡市   | 国道483号                   | 春日和田山道路、遠阪隧道、和田山八鹿道路、八鹿日高道路、日高豐岡南道路、豐岡道路 |
| 尾道福山自動車道       | 尾道市   | 福山市   | 国道2号                     | 松永道路 |
| 東廣島吳自動車道       | 東廣島市 | 吳市     | 国道375号                   | 東廣島吳自動車道 |
| 今治小松自動車道       | 今治市   | 西條市   | 国道196号                   | 今治道路、今治小松道路 |
| 高知東部自動車道       | 高知市   | 安藝市   | 国道55号                    | 高知南國道路、南国安藝道路 |
| 西九州自動車道         | 福岡市   | 武雄市   | 国道497号                   | 福岡前原收費道路、今宿道路、唐津道路、唐津伊萬里道路、伊萬里道路、伊萬里松浦道路、佐佐佐世保道路、佐世保道路、武雄佐世保道路                                                                 |
| 南九州西回自動車道     | 八代市   | 鹿兒島市 | 國道3號                     | 八代日奈久道路、日奈久蘆北道路、蘆北出水道路、出水阿久根道路、阿久根道路、川内阿久根道路、川内隈之城道路、川内道路、鹿兒島道路                                                               |
| 那霸機場自動車道       | 那霸市   | 西原町   | 國道506號                   | 小祿道路、豐見城東道路、南風原道路 |

## 相關項目
- 高速公路
- 日本高速公路
  - 高規格幹線道路
    - 高速自動車国道
    -  高速自動車國道並行一般國道快速道路

  - 地域高規格道路
- 日本高速公路列表
- 一般國道

## 外部連結
- 國土交通省道路局（页面存档备份，存于）
  - 施策紹介・道路行政の簡単解説（页面存档备份，存于）